# Värttinä
Värttinä är en finsk folkmusikgrupp som utgår från landets östra musiktradition. Bandet startades 1983 i byn Bräkylä i Karelen av systrarna Sari och Mari Kaasinen, som sjöng och spelade kantele. Gruppen växte snabbt åren 1983–1985 och kom att bestå av som mest 21 ungdomar som spelade och sjöng traditionella finska, karelska och vepsiska sånger. Sedan dess har medlemmar kommit och gått i gruppen som för närvarande (2011) består av tre sångerskor och tre manliga musiker. Av originaluppsättningen från 1983 återstår endast Mari Kaasinen. Från den ursprungliga traditionella stilen, främst företrädd av ledargestalten Sari Kaasinen som lämnade gruppen 1996, har Värttinä successivt utvecklats i riktning mot en mer kommersiellt gångbar etnopop samtidigt som medlemmarna i allt högre grad kommit att utgöras av skolade professionella musiker från Sibelius-Akademin och andra musikskolor. Man brukar därför tala om "tidiga Värttinä" eller "gamla Värttinä" med syftning dels på en omfattande omgruppering 1989 då merparten av de 21 medlemmarna lämnade Värttinä, dels på gruppens mer traditionella musikstil som dominerade låtmaterialet fram t.o.m. den fjärde LP-skivan Seleniko (1992). Värttinäs genombrott kom med den tredje LP-skivan Oi Dai 1991. Den sjätte LP-skivan Kokko (1996) var den första som helt saknade traditionellt material och enbart innehöll gruppmedlemmarnas egna låtar. 
Värttinäs första storhetstid varade 1991–2002 och avslutades i och med att sångerskan och ursprungsmedlemmen Kirsi Kähkönen lämnade bandet 2002 på grund av musikalisk oenighet samtidigt med violinisten Kari Reiman och basisten Pekka Lehti. Kähkönen hade blivit Värttinäs frontfigur efter Sari Kaasinen och efter att Kähkönen lämnat började den senaste fasen i bandets utveckling mot en etnopop-schlagergenre där de traditionella finsk-karelska inslagen har en mycket marginell roll jämfört med tidiga Värttinä och även med 1990-talets uppsättning. Att två av de nuvarande sångerskorna (Aho & Virtanen) har representerat Finland i Eurovision Song Contest under namnet Kuunkuiskaajat är ett fullt logiskt steg i den utvecklingen. Större delen av åren 1991–2002 var Värttinäs vokalister en kvartett: Sari Kaasinen (ersatt av Susan Aho), Sirpa Reiman (ersatt 1999 av Riikka Väyrynen), Minna Rautiainen (slutade 1992 och ersattes inte), Kirsi Kähkönen och Mari Kaasinen. Numera är sångerskorna endast tre.
Gruppen samarbetade med en berömd indisk Bollywood-kompositör, A. R. Rahman, med en musikal byggd på Sagan om ringen. Premiären var ursprungligen tänkt att hållas i West End i London under 2005, men blev i stället i Toronto 2006. Året därpå kom musikalen till London.

## Medlemmar
Nuvarande medlemmar
- Susan Aho – sång
- Mari Kaasinen – sång
- Karoliina Kantelinen – sång
- Matti Kallio – dragspel
- Hannu Rantanen – kontrabas
- Mikko Hassinen – trummor, slagverk

Tidigare medlemmar
- Sari Kaasinen (till 1996)
- Minna Haikola (till 1986)
- Pauliina Luukkanen (till 1989)
- Terhi Hirvonen (till 1987)
- Nina Mononen (till 1989)
- Heidi Pakarinen (till 1989)
- Sari Tyynelä (till 1989)
- Jaana Vänskä (till 1989)
- Kirsi Kähkönen (till 2002)
- Minna Rautianen (till 1992)
- Janne Lappalainen (till 2008)
- Kirsi Harinen (till 1989)

## Diskografi
Album
- 1987 – Värttinä
- 1989 – Musta Lindu
- 1991 – Oi Dai
- 1992 – Seleniko
- 1994 – Aitara
- 1996 – Kokko
- 1998 – Vihma
- 2000 – Ilmatar
- 2001 – 6.12/Live in Helsinki
- 2003 – Iki
- 2006 – Miero
- 2007 – 25
- 2012 – Utu
- 2015 – Viena
- 2025 – Kyly